# كارل نيكولز
كارل نيكولز (بالإنجليزية: Carl Nichols)‏ هو لاعب كرة قاعدة أمريكي، ولد في 14 أكتوبر 1962 في لوس أنجلوس في الولايات المتحدة.

## وصلات خارجية
- كارل نيكولز على موقع دوري كرة القاعدة الرئيسي (الإنجليزية)
- كارل نيكولز على موقعبيزبول رفرنس.كوم (الدوري الرئيسي) (الإنجليزية)
- كارل نيكولز على موقعبيزبول رفرنس.كوم (الدوري الثانوي) (الإنجليزية)
- كارل نيكولز على موقع إي إس بي إن.كوم (أم.أل.بي) (الإنجليزية)